# Nicolas Le Berre
Nicolas Le Berre (Brest, 6 de octubre de 1976) es un deportista francés que compitió en vela en la clase 470.
Ganó dos medallas en el Campeonato Mundial de 470, plata en 2013 y bronce en 2005, y una medalla de oro en el Campeonato Europeo de 470 de 2003. Participó en los Juegos Olímpicos de Atenas 2004, ocupando el quinto lugar en la clase 470.

## Palmarés internacional
| \| Campeonato Mundial \| Campeonato Mundial \| Campeonato Mundial \| Campeonato Mundial \| \| Año \| Lugar \| Medalla \| Clase \| \| ------------------ \| ------------------------------ \| ------------------ \| ------------------ \| \| 2005 \| San Francisco (Estados Unidos) \| Medalla de bronce \| 470 \| \| 2013 \| La Rochelle (Francia) \| Medalla de plata \| 470 \| \| Campeonato Europeo \| \| \| \| \| Año \| Lugar \| Medalla \| Clase \| \| 2003 \| Brest (Francia) \| Medalla de oro \| 470 \| |                                |                   |       |
| Campeonato Mundial |                                |                   |       |
| Año | Lugar                          | Medalla           | Clase |
| 2005 | San Francisco (Estados Unidos) | Medalla de bronce | 470   |
| 2013 | La Rochelle (Francia)          | Medalla de plata  | 470   |
| Campeonato Europeo |                                |                   |       |
| Año | Lugar                          | Medalla           | Clase |
| 2003 | Brest (Francia)                | Medalla de oro    | 470   |